# Cisano sul Neva
Cisano sul Neva (im Ligurischen: Cixan) ist eine italienische Gemeinde mit 2132 Einwohnern (Stand 31. Dezember 2023) in der Region Ligurien. Politisch gehört sie zu der Provinz Savona.

## Geographie

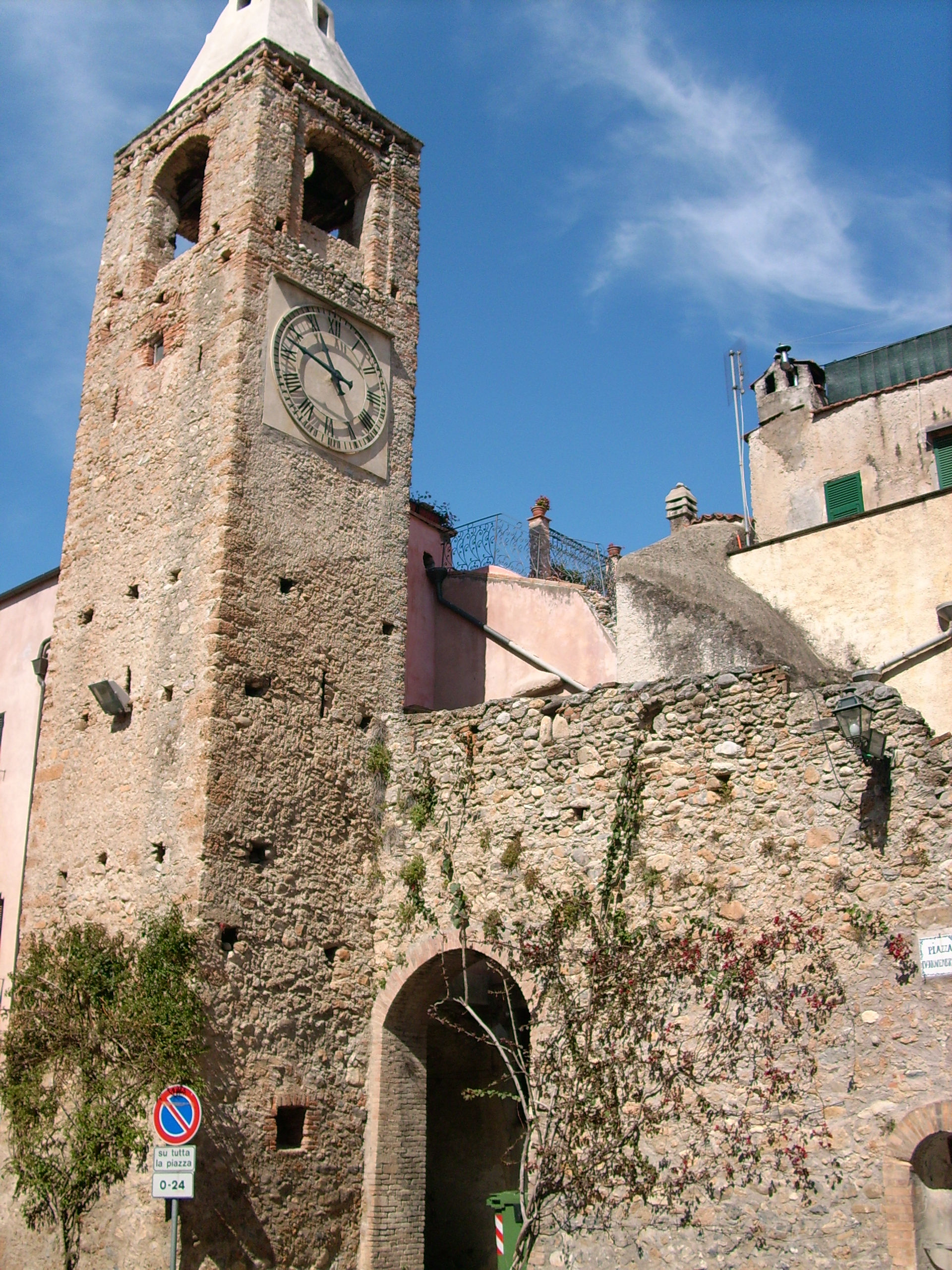
Alter Kirchturm in Cisano sul Neva

Der historische, quadratisch geformte Ortskern liegt im Val Neva, unweit der Mündung des Rio Pennavaire’ in die Neva. In der Nähe des Pennavaire’ befindet sich ebenfalls die zugehörige, von einer mittelalterlichen Burg dominierte Siedlung Conscente. Die andere zu Cisano sul Neva gehörige Siedlung Cenesi liegt in einem kleinen Seitental.
Cisano sul Neva gehört zu der Comunità Montana Ingauna und ist circa 52 Kilometer entfernt von der Provinzhauptstadt Savona.
Nach der italienischen Klassifizierung bezüglich seismischer Aktivität wurde die Gemeinde der Zone 3 zugeordnet. Das bedeutet, dass sich Cisano sul Neva in einer seismisch wenig aktiven Zone befindet.

## Klima
Die Gemeinde wird unter Klimakategorie C klassifiziert, da die Gradtagzahl einen Wert von 1310 besitzt. Das heißt, die in Italien gesetzlich geregelte Heizperiode liegt zwischen dem 15. November und dem 31. März für jeweils 10 Stunden pro Tag.

## Gemeindepartnerschaften
Cisano sul Neva unterhält zu folgenden Gemeinden eine Partnerschaft:
- Bigastro, Spanien, seit 2002
- Le Vigan, Frankreich, seit 2002

## Persönlichkeiten
- Alessandra Mele (* 2002), italienisch-norwegische Sängerin und Songwriterin